# Inside Story (album Grace Jones)
Inside Story – album muzyczny jamajskiej piosenkarki Grace Jones wydany w 1986 roku przez Manhattan Records.
Album został wyprodukowany przez Nile’a Rodgersa i Grace Jones, która była też współautorką wszystkich piosenek. Brzmieniowo płyta prezentowała bardziej komercyjne brzmienie pop w porównaniu do jej poprzednich albumów. Album cieszył się sukcesem na listach przebojów, podobnie jak pierwszy singel „I’m Not Perfect (But I’m Perfect for You)”. Teledysk do tego nagrania wyreżyserowała sama piosenkarka, a jej wizerunek w klipie był efektem współpracy z Keithem Haringiem.

## Lista utworów
Strona A
1. „I’m Not Perfect (But I’m Perfect for You)” – 3:57
2. „Hollywood Liar” – 3:50
3. „Chan Hitchhikes to Shanghai” – 4:33
4. „Victor Should Have Been a Jazz Musician” – 4:42
5. „Party Girl” – 3:44

Strona B
1. „Crush” – 3:27
2. „Barefoot in Beverly Hills” – 4:07
3. „Scary but Fun” – 3:55
4. „White Collar Crime” – 4:59
5. „Inside Story” – 4:31

## Notowania i certyfikaty
| Kraj                              | Najwyższa pozycja |
| --------------------------------- | ----------------- |
| Australia                         | 51                |
| Austria                           | 15                |
| Niemcy                            | 38                |
| Nowa Zelandia                     | 12                |
| Stany Zjednoczone (Billboard 200) | 81                |
| Szwajcaria                        | 30                |
| Szwecja (Sverigetopplistan)       | 34                |
| Wielka Brytania (UK Albums Chart) | 61                |

| Kraj                  | Certyfikat    |
| --------------------- | ------------- |
| Wielka Brytania (BPI) | srebrna płyta |